# ファヴェル
ファヴェル（イタリア語: Faver）は、イタリア共和国トレンティーノ＝アルト・アディジェ州トレント自治県アルタヴァッレにある分離集落（フラツィオーネ）。
かつては独立の自治体（コムーネ）であったが、2016年1月1日に近隣のグラウノ、グルーメス、ヴァルダと合併し、新自治体の一部となった。

## 地理

### 位置・広がり
トレント自治県北部に位置するコムーネ。県都トレントから北東へ15kmの距離にある。

#### 隣接コムーネ
コムーネとしてのファヴェルは、以下のコムーネと隣接していた。括弧内のBZはボルツァーノ自治県所属を示す。
- サロルノ (BZ)
- ヴァルダ
- セゴンツァーノ
- チェンブラ

## 行政

### Comunità di valle

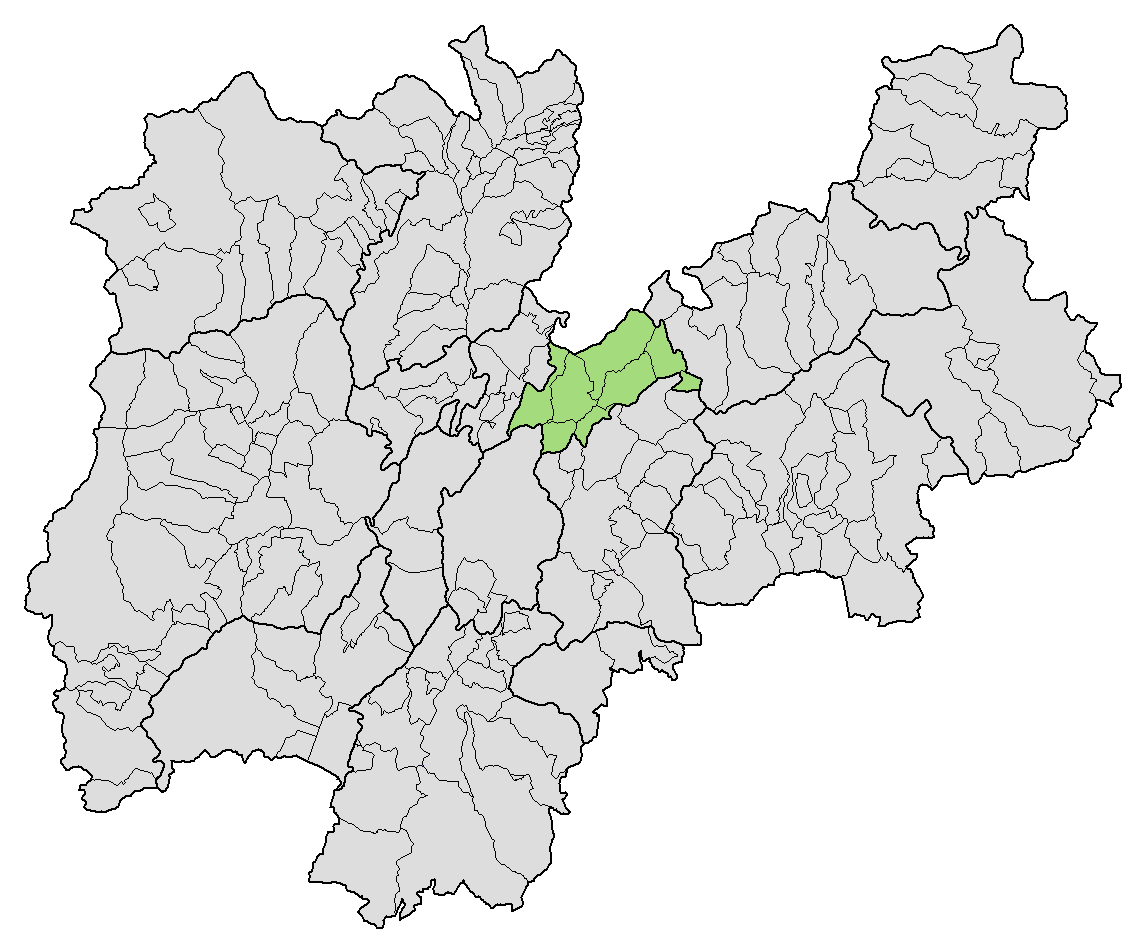
Comunità della Valle di Cembra

トレント自治県が設置した広域行政組織 Comunità di valle 「ヴァッレ・ディ・チェンブラ」 (it:Comunità della Valle di Cembra)  の事務所所在地（Capoluogo）である。この地区には以下のコムーネが含まれる。
- アルビアーノ、チェンブラ、ファヴェル、ジョーヴォ、グラウノ、グルーメス、リジニャーゴ、ローナ＝ラーゼス、セゴンツァーノ、ソヴェール、ヴァルダ